# A17 (motorväg, Tyskland)

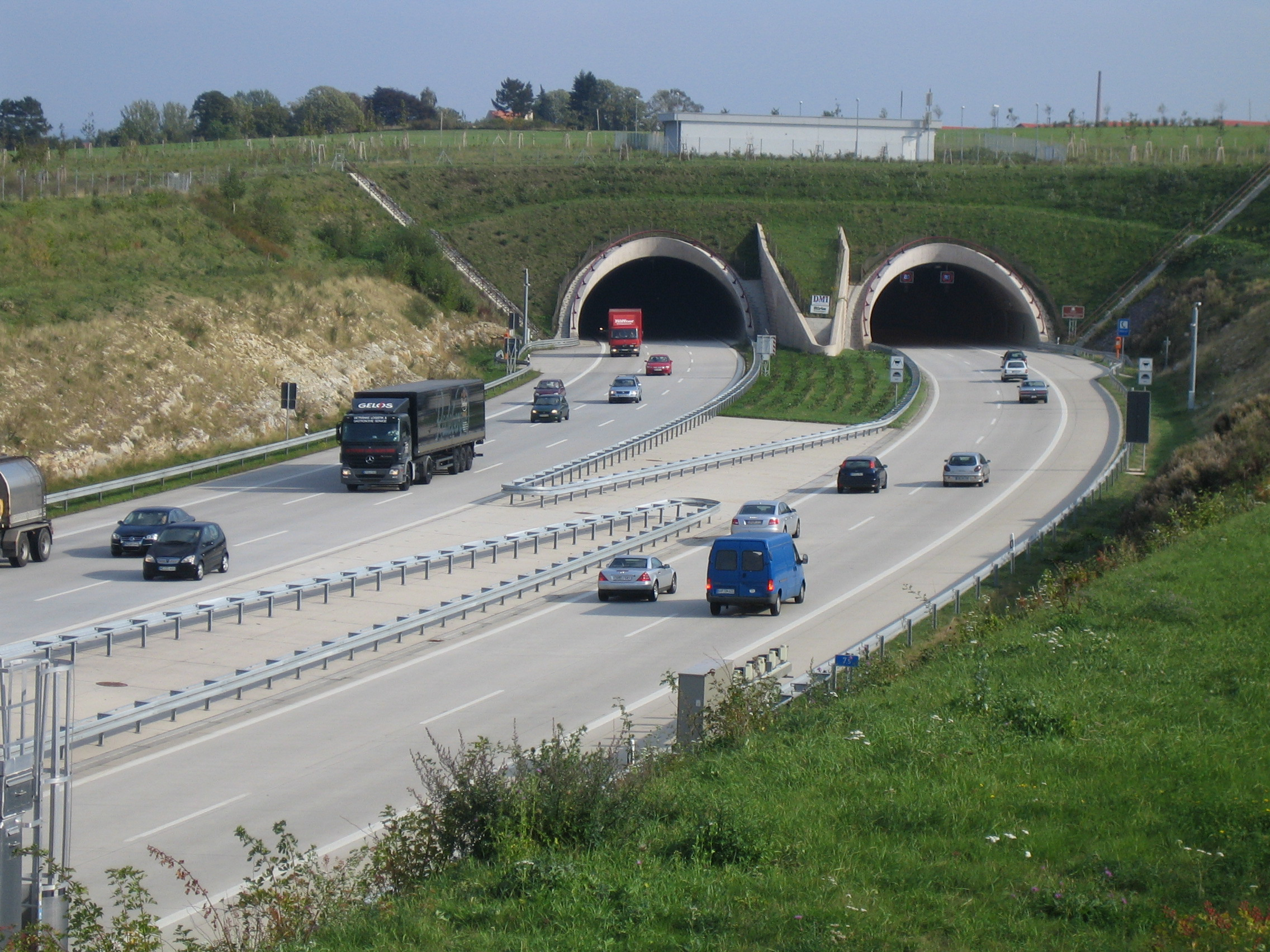
Dölzschentunneln utanför Dresden.

A17 är en motorväg i Tyskland som går mellan Dresden och den tjeckiska gränsen där motorvägen D8 fortsätter mot Prag. Detta är en del i den viktiga motorvägen mellan Berlin och Prag.

## Trafikplatser
|  | Nr | Skyltning                                     |
|  | 1  | Dresden-West (T-Korsning) E 40 E 55           |
|  |    | Zschonergrundbrücke (230 m)                   |
|  | 2  | Dresden-Gorbitz                               |
|  |    | Tunnel Altfranken (345 m)                     |
|  |    | Tunnel Dölzschen (1070 m)                     |
|  |    | Weißeritztalbrücke (220 m)                    |
|  |    | Tunnel Coschütz (2332 m)                      |
|  |    | Kaitzbachbrücke (67 m)                        |
|  |    | Zschauketalbrücke (142 m)                     |
|  | 3  | Dresden-Südvorstadt                           |
|  |    | Nöthnitzgrundbrücke (225 m)                   |
|  |    | Nöthnitzgrund                                 |
|  | 4  | Dresden-Prohlis                               |
|  |    | Gebergrundbrücke (288 m)                      |
|  |    | Lockwitztalbrücke (723 m)                     |
|  | 5  | Heidenau                                      |
|  |    | Landschaftstunnel Meuschaer Höhe (90 m)       |
|  |    | Müglitztalbrücke (310 m)                      |
|  | 6  | Pirna                                         |
|  |    | Seidewitztalbrücke (568 m)                    |
|  | 7  | Bahretal                                      |
|  |    | Brücke am Herrenteich (97 m)                  |
|  | 8  | Bad Gottleuba                                 |
|  | -  | Gränsövergång Breitenau (D8)                  |
|  |    | Nasenbachtalbrücke (282 m)                    |
|  |    | Landschaftstunnel Harthe (300 m)              |
|  |    | Grenzbrücke über den Schönwalder Bach (412 m) |